# Warren Fitzgerald
Warren Fitzgerald (15 settembre 1968) è un chitarrista e produttore discografico statunitense meglio conosciuto per essere il chitarrista dei The Vandals.

## Biografia
Oltre a suonare nei Vandals ha anche suonato con Tenacious D ed è stato anche membro degli Oingo Boingo. Dal 30 maggio 2008 fino al 26 agosto è stato presente al posto di Chris "X-13" Higgins come terza chitarra e voce d'accompagnamento degli Offspring nella prima parte del tour promozionale dell'album Rise and Fall, Rage and Grace.
Ha fondato l'etichetta discografica Kung Fu Records nel 1996.

## Discografia con i The Vandals

### Album in studio
- 1990 - Fear of a Punk Planet
- 1995 - Live Fast, Diarrhea
- 1996 - The Quickening
- 1996 - Oi to the World!
- 1998 - Hitler Bad, Vandals Good
- 2000 - Look What I Almost Stepped in...
- 2002 - Internet Dating Superstuds
- 2004 - Hollywood Potato Chip

### Album dal vivo
- 1991 - Sweatin' to the Oldies: The Vandals Live
- 2004 - Live at the House of Blues

### EP
- 1996 - The Vandals / Assorted Jelly Beans split 7"

## Discografia con i Tenacious D

### Album in studio
- 2001 - Tenacious D

## Discografia con gli Oingo Boingo

### Album in studio
- 1994 - Boingo